# Coincidència matemàtica
Es diu que es produeix una coincidència matemàtica quan dues expressions sense relació directa mostren una gairebé igualtat que no té una explicació teòrica aparent.
Per exemple, hi ha una igualtat propera al nombre rodó 1000 entre potències de 2 i potències de 10:
{\displaystyle 2^{10}=1024\approx 1000=10^{3}.}
Algunes coincidències matemàtiques s'utilitzen en enginyeria quan una expressió es pren com a aproximació d'una altra.

## Introducció
Una coincidència matemàtica sovint implica un nombre enter, i la característica sorprenent és el fet que un nombre real que sorgeix en algun context és considerat per alguns estàndards com una aproximació "propera" a un nombre enter petit o a un múltiple o potència de deu, o de manera més general, a un nombre racional amb un denominador petit. També es poden considerar altres tipus de coincidències matemàtiques, com ara nombres enters que satisfan simultàniament múltiples criteris aparentment no relacionats o coincidències pel que fa a unitats de mesura. En la classe d'aquestes coincidències que són de tipus purament matemàtic, algunes simplement resulten de fets matemàtics de vegades molt profunds, mentre que d'altres semblen sortir del no-res.
Donat el nombre infinit de maneres de formar expressions matemàtiques utilitzant un nombre finit de símbols, el nombre de símbols utilitzats i la precisió de la igualtat aproximada podria ser la manera més òbvia d'avaluar les coincidències matemàtiques; però no hi ha cap estàndard, i la llei forta dels nombres petits és el tipus de cosa a les quals cal apel·lar sense cap guia matemàtica oposada formal. Més enllà d'això, es podria invocar un cert sentit de l'estètica matemàtica per adjudicar el valor d'una coincidència matemàtica, i de fet hi ha casos excepcionals d'autèntica significació matemàtica (vegeu la constant de Ramanujan a continuació, que la va publicar fa uns anys com a una broma científica d'April Fools). Tot plegat, però, generalment s'han de tenir en compte pel seu valor de curiositat o, potser, per animar nous aprenents de matemàtiques a nivell elemental.

## Alguns exemples

### Aproximants racionals
De vegades, les aproximacions racionals simples són excepcionalment properes a valors irracionals interessants. Aquests són explicables en termes de grans termes en la representació de la fracció contínua del valor irracional, però sovint no es disposa d'una visió més detallada de per què es produeixen termes tan improbablement grans.
Sovint també s'invoquen aproximants racionals (convergents de fraccions contínues) a proporcions de logaritmes de diferents nombres, fent coincidències entre les potències d'aquests nombres.
Moltes altres coincidències són combinacions de nombres que es posen en la forma que aquests aproximants racionals proporcionen relacions estretes.

#### Pel que fa a π
- La segona convergent de π, [3; 7] = 22/7 = 3,1428..., era conegut per Arquímedes,[3] i és correcte al voltant del 0,04%. La quarta convergent de π, [3; 7, 15, 1] = 355/113 = 3,1415929..., trobat per Zu Chongzhi,[4] és correcte amb sis decimals;[3] aquesta alta precisió es produeix perquè π té un terme següent inusualment gran en la seva representació de fracció continuada: π = [3; 7, 15, 1, 292,. . . ].[5]
- Una coincidència que implica π i la proporció àuria φ ve donada per {\displaystyle \pi \approx 4/{\sqrt {\varphi }}=3.1446\dots }. Això està relacionat amb els triangles de Kepler. Alguns creuen que una o l'altra d'aquestes coincidències es troba en la Gran Piràmide de Gizeh, però és molt improbable que això fos intencionat.[6]
- Hi ha una seqüència de sis nous en pi, coneguda popularment com el punt Feynman, que comença a la 762a posició decimal de la seva representació decimal. Per a un nombre normal escollit aleatòriament, la probabilitat que una seqüència particular de sis dígits consecutius (de qualsevol tipus, no només un que es repeteixi) aparegui tan aviat és del 0,08%.[7] Es conjectura que Pi, però no se sap, és un nombre normal.
- La primera constant de Feigenbaum és aproximadament igual a {\displaystyle {\tfrac {10}{\pi -1}}}, amb un error del 0,0015%.

#### Sobre la base 2
- La coincidència {\displaystyle 2^{10}=1024\approx 1000=10^{3}}, correcte al 2,4%, es refereix a l'aproximació racional {\displaystyle \textstyle {\frac {\log 10}{\log 2}}\approx 3.3219\approx {\frac {10}{3}}}, o {\displaystyle 2\approx 10^{3/10}} fins al 0,3%. Aquesta relació s'utilitza en enginyeria, per exemple per aproximar un factor de dos de potència com a 3 dB (el real és 3,0103 dB), o per relacionar un kibibyte amb un kilobyte.[8][9]
- Aquesta coincidència també es pot expressar com {\displaystyle 128=2^{7}\approx 5^{3}=125} (eliminant el factor comú de {\displaystyle 2^{3}}, així que també correcte al 2,4%), que correspon a l'aproximació racional {\displaystyle \textstyle {\frac {\log 5}{\log 2}}\approx 2.3219\approx {\frac {7}{3}}}, o {\displaystyle 2\approx 5^{3/7}} (també fins al 0,3%). Això s'invoca, per exemple, en la configuració de la velocitat d'obturació de les càmeres, com a aproximacions a potències de dos (128, 256, 512) en la seqüència de velocitats 125, 250, 500, etc.,[2] i al programa original de Who Wants to Be a Milionari? als valors de la pregunta... 16.000 £, 32.000 £, 64.000 £, 125.000 £, 250.000 £,. . .

#### Pel que fa als intervals musicals
A la música, les distàncies entre notes (intervals) es mesuren com a proporcions de les seves freqüències, amb proporcions gairebé racionals que sovint sonen harmonioses. En el temperament igual de dotze tons occidental, la relació entre les freqüències de notes consecutives és {\displaystyle {\sqrt[{12}]{2}}} .
- La coincidència {\displaystyle 2^{19}\approx 3^{12}}, des de {\displaystyle {\frac {\log 3}{\log 2}}=1.5849\ldots \approx {\frac {19}{12}}}, relaciona estretament l'interval de 7 semitons en igual temperament amb una quinta perfecta de temperament mesotònic: {\displaystyle 2^{7/12}\approx 3/2}, correcte al voltant del 0,1%. La cinquena només és la base de l'afinació pitagòrica; la diferència entre dotze quintes i set octaves és la coma pitagòrica.[2]
- La coincidència {\displaystyle {(3/2)}^{4}=(81/16)\approx 5} va permetre el desenvolupament del temperament de tons significatius, en què només les quintes perfectes (proporció {\displaystyle 3/2}) i terços majors ({\displaystyle 5/4}) es "temperen" de manera que quatre {\displaystyle 3/2} és aproximadament igual a {\displaystyle 5/1}, o a {\displaystyle 5/4} tercera major dues octaves. La diferència ({\displaystyle 81/80}) entre aquestes piles d'intervals és la coma sintònica.
- La coincidència {\displaystyle {\sqrt[{12}]{2}}{\sqrt[{7}]{5}}=1.33333319\ldots \approx {\frac {4}{3}}} condueix a la versió racional de 12-TET, tal com va assenyalar Johann Kirnberger.[cal citació]
- La coincidència {\displaystyle {\sqrt[{8}]{5}}{\sqrt[{3}]{35}}=4.00000559\ldots \approx 4} condueix a la versió racional del temperament significatiu de quarts de coma.[cal citació]
- La coincidència de potències de 2, anterior, porta a l'aproximació que tres terços majors es concatenen en una octava, {\displaystyle {(5/4)}^{3}\approx {2/1}}. Aquesta i aproximacions similars en la música s'anomenen diesis.

### Expressions numèriques

#### Pel que fa a les potències de π
- {\displaystyle \pi ^{2}\approx 10;} correcte en un 1,32%.[10] Això es pot entendre en termes de la fórmula de la funció zeta {\displaystyle \zeta (2)=\pi ^{2}/6.}[11] Aquesta coincidència es va utilitzar en el disseny de regles de càlcul, on les escales "plegades" es dobleguen sobre {\displaystyle \pi } enlloc de {\displaystyle {\sqrt {10}},} perquè és un nombre més útil i té l'efecte de plegar la balança aproximadament al mateix lloc.[cal citació]
- {\displaystyle \pi ^{2}\approx 227/23,} correcte a 4 parts per milió.[10]
- {\displaystyle \pi ^{3}\approx 31,} correcte al 0,02%.[12]
- {\displaystyle \pi ^{4}\approx 2143/22;} o {\displaystyle \pi \approx \left(9^{2}+{\frac {19^{2}}{22}}\right)^{1/4},} precisa fins a 8 decimals (a causa de Ramanujan: Quarterly Journal of Mathematics, XLV, 1914, pp. 350–372).[13] Ramanujan afirma que aquesta "curiosa aproximació" a {\displaystyle \pi } va ser "obtinguda empíricament" i no té cap connexió amb la teoria desenvolupada a la resta de l'article.
- Algunes relacions plausibles tenen un alt grau de precisió, però són, tanmateix, coincidents. Un exemple és

{\displaystyle \int _{0}^{\infty }\cos(2x)\prod _{n=1}^{\infty }\cos \left({\frac {x}{n}}\right)\mathrm {d} x\approx {\frac {\pi }{8}}.}
Les dues cares d'aquesta expressió només es diferencien després del 42è decimal.

#### Contenen tant π come
- {\displaystyle \pi ^{4}+\pi ^{5}\approx e^{6}}, amb uns 7 decimals.[13] De manera equivalent, {\displaystyle 4\cdot \ln(\pi )+\ln(\pi +1)\approx 6} .
- {\displaystyle \left({\frac {\pi }{2}}-\ln \left({\frac {3\pi }{2}}\right)\right)42\pi \approx e}, amb uns 9 decimals.[15]
- {\displaystyle e^{\pi }-\pi \approx 20}, amb aproximadament 4 decimals. (Conway, Sloane, Plouffe, 1988); això és equivalent a {\displaystyle (\pi +20)^{i}=-0.9999999992\ldots -i\cdot 0.000039\ldots \approx -1}[13]
- {\displaystyle {\frac {\pi ^{e}+e^{\pi }}{2}}\approx 23-{\frac {1}{5}}}
- {\displaystyle \pi \approx {\frac {4e{\sqrt[{e}]{e}}}{5}}}
- {\displaystyle \pi ^{9}/e^{8}\approx 10}, amb aproximadament 5 decimals.[13] Això és, {\displaystyle \ln(\pi )\approx {\ln(10)+8 \over 9}}, dins del 0,0002%.
- {\displaystyle 2\pi +e\approx 9}, dins del 0,02%.
- {\textstyle e^{-{\frac {\pi }{9}}}+e^{-4{\frac {\pi }{9}}}+e^{-9{\frac {\pi }{9}}}+e^{-16{\frac {\pi }{9}}}+e^{-25{\frac {\pi }{9}}}+e^{-36{\frac {\pi }{9}}}+e^{-49{\frac {\pi }{9}}}+e^{-64{\frac {\pi }{9}}}=1.00000000000105...\approx 1}. De fet, això es generalitza a la identitat aproximada: {\displaystyle \sum _{k=1}^{n-1}{e^{-{\frac {k^{2}\pi }{n}}}}\approx {\frac {-1+{\sqrt {n}}}{2}}} que es pot explicar per la identitat funcional theta jacobiana.[16][17][18]
- constant de Ramanujan: {\displaystyle e^{\pi {\sqrt {163}}}\approx 262537412640768744=(2^{6}\cdot 10005)^{3}+744}, dins {\displaystyle 2.9\cdot 10^{-28}\%}, descobert el 1859 per Charles Hermite.[19] Aquesta aproximació molt propera no és un tipus típic de coincidència matemàtica accidental, on no es coneix ni s'espera que existeixi cap explicació matemàtica (com és el cas de la majoria d'altres aquí). És una conseqüència del fet que 163 és un nombre de Heegner.
- Hi ha diversos nombres enters k com ara 2198, 422151, 614552, 2508952, 6635624, 199148648, . . . (OEIS: A019297) tal que {\displaystyle \pi \approx {\frac {\ln(k)}{\sqrt {n}}}} per a algun nombre enter n, o equivalent {\displaystyle k\approx \exp \left(\pi {\sqrt {n}}\right)} pel mateix n. Per exemple, {\displaystyle \pi \approx {\frac {\ln(199148648)}{\sqrt {37}}}} amb 14 o 15 decimals. No són estrictament casuals, perquè tots estan relacionats tant amb la constant de Ramanujan com amb els nombres de Heegner.

#### Pel que fa aln(2)
- {\displaystyle ln(2)\approx (2/5)^{(2/5)}\approx (1/3)^{(1/3)}}

#### Pel que fa als nombres primers
- 714 × 715 = 2 × 3 × 5 × 7 × 11 × 13 × 17
- 713 × 714 × 715 = 2 × 3 × 5 × 7 × 11 × 13 × 17 × 23 × 31

### Altres curiositats numèriques
- {\displaystyle 10!=6!\cdot 7!=3!\cdot 5!\cdot 7!}.[20]
- El nombre de Fibonacci F 296182 és (probablement) un semiprimer, ja que F 296182 = F 148091 × L 148091 on F 148091 (30.949 dígits) i el nombre de Lucas L 148091 (30.950 dígits) són nombres primers probables simultàniament.[21]
- En una discussió sobre el problema de l'aniversari, el número {\displaystyle \lambda ={\frac {1}{365}}{23 \choose 2}={\frac {253}{365}}} es produeix, que és "divertidament" igual a {\displaystyle \ln(2)} a 4 dígits.[22]
- {\displaystyle 5\cdot 10^{5}-1=31\cdot 127\cdot 127}, el producte de tresnombres primers de Mersenne.[23]
- {\displaystyle {\sqrt[{6}]{6!}}}, la mitjana geomètrica dels 6 primers nombres naturals, és aproximadament 2,99; això és, {\displaystyle 6!\approx 3^{6}} .

### Coincidències decimals
- {\displaystyle 3^{3}+4^{4}+3^{3}+5^{5}=3435}, fent que el 3435 sigui l'únic nombre de Münchhausen no trivial de la base 10 (excepte 0 i 1). Si un adopta la convenció que {\displaystyle 0^{0}=0}, però, aleshores 438579088 és un altre nombre de Münchhausen.[24]
- {\displaystyle \,1!+4!+5!=145} i {\displaystyle \,4!+0!+5!+8!+5!=40585} són els únics factorions no trivials de la base 10 (excepte 1 i 2).[25]
- {\displaystyle {\frac {16}{64}}={\frac {1\!\!\!\not 6}{\not 64}}={\frac {1}{4}}}, {\displaystyle {\frac {26}{65}}={\frac {2\!\!\!\not 6}{\not 65}}={\frac {2}{5}}}, {\displaystyle {\frac {19}{95}}={\frac {1\!\!\!\not 9}{\not 95}}={\frac {1}{5}}}, i {\displaystyle {\frac {49}{98}}={\frac {4\!\!\!\not 9}{\not 98}}={\frac {4}{8}}}. Si es multiplica el resultat final d'aquestes quatre cancel·lacions anòmales,[26] el seu producte es redueix exactament a 1/100.
- {\displaystyle \,(4+9+1+3)^{3}=4913}, {\displaystyle \,(5+8+3+2)^{3}=5832}, i {\displaystyle \,(1+9+6+8+3)^{3}=19683}.[27] (En una línia semblant, {\displaystyle \,(3+4)^{3}=343})[28]
- {\displaystyle \,-1+2^{7}=127}, fent que el 127 sigui el nombre de Friedman més petit. Un exemple semblant és {\displaystyle 2^{5}\cdot 9^{2}=2592}.[29]
- {\displaystyle \,1^{3}+5^{3}+3^{3}=153}, {\displaystyle \,3^{3}+7^{3}+0^{3}=370}, {\displaystyle \,3^{3}+7^{3}+1^{3}=371}, i {\displaystyle \,4^{3}+0^{3}+7^{3}=407} tots són números narcisistes.[30]
- {\displaystyle \,588^{2}+2353^{2}=5882353},[31] un nombre primer. La fracció 1/17 també produeix 0,05882353 quan s'arrodoneix a 8 dígits.
- {\displaystyle \,2^{1}+6^{2}+4^{3}+6^{4}+7^{5}+9^{6}+8^{7}=2646798}. El nombre més gran amb aquest patró és {\displaystyle \,1^{1}+2^{2}+1^{3}+5^{4}+7^{5}+6^{6}+9^{7}+2^{8}+6^{9}+2^{10}+2^{11}+0^{12}+3^{13}+9^{14}+6^{15}+2^{16}+3^{17}+5^{18}+3^{19}+9^{20}=12157692622039623539}.[32]
- {\displaystyle 6^{9}=10077696}, que està a prop {\displaystyle 10^{7}=10000000}. També, {\displaystyle 6^{9}-10(6^{5})=9999936}, que encara està més a prop {\displaystyle 10^{7}=10000000} .

### Coincidències numèriques en nombres del món físic

#### Velocitat de la llum
La velocitat de la llum és (per definició) exactament 299.792.458 m/s, extremadament proper a 3,0 × 10 8 m/s (300.000.000 m/s). Aquesta és una pura coincidència, ja que el metre es va definir originalment com 1/10.000.000 de la distància entre el pol de la Terra i l'equador al llarg de la superfície al nivell del mar, i la circumferència de la Terra només és d'uns 2/15 de segon llum. També és aproximadament igual a un peu per nanosegon (el nombre real és 0,9836 peus/ns).

#### Diàmetres angulars del Sol i la Lluna
Com es veu des de la Terra, el diàmetre angular del Sol varia entre 31′27″ i 32′32″, mentre que el de la Lluna és entre 29′20″ i 34′6″. El fet que els intervals se superposin (el primer interval està contingut en el segon) és una coincidència, i té implicacions per als tipus d'eclipsis solars que es poden observar des de la Terra.

#### Acceleració gravitatòria
Tot i que no és constant sinó que varia en funció de la latitud i l altitud, el valor numèric de l'acceleració causada per la gravetat de la Terra a la superfície es troba entre 9,74 i 9,87 m/s 2, que s'aproxima força a 10. Això vol dir que, com a resultat de la segona llei de Newton, el pes d'un quilogram de massa a la superfície de la Terra correspon aproximadament a 10 newtons de força exercida sobre un objecte.
Això està relacionat amb la coincidència esmentada que el quadrat de pi és proper a 10. Una de les primeres definicions del metre va ser la longitud d'un pèndol la mitja oscil·lació del qual tenia un període igual a un segon. Atès que el període de rotació total d'un pèndol s'aproxima amb l'equació següent, l'àlgebra mostra que si es mantingués aquesta definició, l'acceleració gravitatòria mesurada en metres per segon per segon seria exactament igual a π 2.
{\displaystyle T\approx 2\pi {\sqrt {\frac {L}{g}}}}
El límit superior de la gravetat a la superfície terrestre (9,87 m/s 2) és igual a π 2 m/s 2 a quatre xifres significatives. És aproximadament un 0,6% més gran que la gravetat estàndard (9,80665 m/s 2).

#### constant de Rydberg
La constant de Rydberg, quan es multiplica per la velocitat de la llum i s'expressa com a freqüència, és propera a {\displaystyle {\frac {\pi ^{2}}{3}}\times 10^{15}\ {\text{Hz}}} :
{\displaystyle {\underline {3.2898}}41960364(17)\times 10^{15}\ {\text{Hz}}=R_{\infty }c}
{\displaystyle {\underline {3.2898}}68133696\ldots ={\frac {\pi ^{2}}{3}}}

#### Conversions de mètriques habituals als EUA
Tal com va descobrir Randall Munroe, una milla cúbica és propera a {\displaystyle {\frac {4}{3}}\pi } quilòmetres cúbics (dins del 0,5%). Això vol dir que una esfera amb n quilòmetres de radi té gairebé exactament el mateix volum que un cub amb costats de n milles de longitud.
La proporció d'una milla a un quilòmetre és aproximadament la proporció àuria. Com a conseqüència, un nombre de milles de Fibonacci és aproximadament el nombre de quilòmetres de Fibonacci següent.
La relació entre una milla i un quilòmetre també és molt propera a {\displaystyle \ln(5)} (dins del 0,006%). Això és, {\displaystyle 5^{m}\approx e^{k}} on m és el nombre de milles, k és el nombre de quilòmetres i e és el nombre d'Euler.
Una densitat d'una unça per peu cúbic és molt propera a un quilogram per metre cúbic: 1 oz/ft 3 = 1 oz × 0,028349523125 kg/oz / (1 ft × 0,3048 m/ft) 3 ≈ 1,0012 kg/m 3 .

#### Constant d'estructura fina
La constant d'estructura fina {\displaystyle \alpha } és a propera, i una vegada es va conjecturar que era precisament igual, a {\displaystyle {\frac {1}{137}}}.
{\displaystyle \alpha ={\frac {1}{137.035999074\dots }}}
{\displaystyle \alpha } és una constant física adimensional, de manera que aquesta coincidència no és un artefacte del sistema d'unitats que s'utilitza.

#### Planeta Terra
El radi de l'òrbita geoestacionària, 42,164 quilòmetres (26,199 mi) es troba dins del 0,02% de la variació de la distància de la lluna en un mes (la diferència entre el seu apogeu i el seu perigeu), 42,171 quilòmetres (26,204 mi), i un error del 5% de la longitud de l'equador, 40,075 quilòmetres (24,901 mi).